# Liste der Baudenkmäler in Augsburg-Am Schäfflerbach
In der Liste der Baudenkmäler im Am Schäfflerbach sind die Baudenkmäler im Augsburger Stadtbezirk Am Schäfflerbach im
Planungsraum Innenstadt
(I)
aufgelistet. Zu diesen Baudenkmälern gibt es auch eine Bildersammlung.
Diese Liste ist eine Teilliste der Liste der Baudenkmäler in Augsburg. Grundlage der Liste ist die Bayerische Denkmalliste, die auf Basis des bayerischen Denkmalschutzgesetzes vom 1. Oktober 1973 erstmals erstellt wurde und seither durch das Bayerische Landesamt für Denkmalpflege geführt und aktualisiert wird. Die folgenden Angaben ersetzen nicht die rechtsverbindliche Auskunft der Denkmalschutzbehörde.

## Ensembles

### Ensemble Siedlung Proviantbachquartier

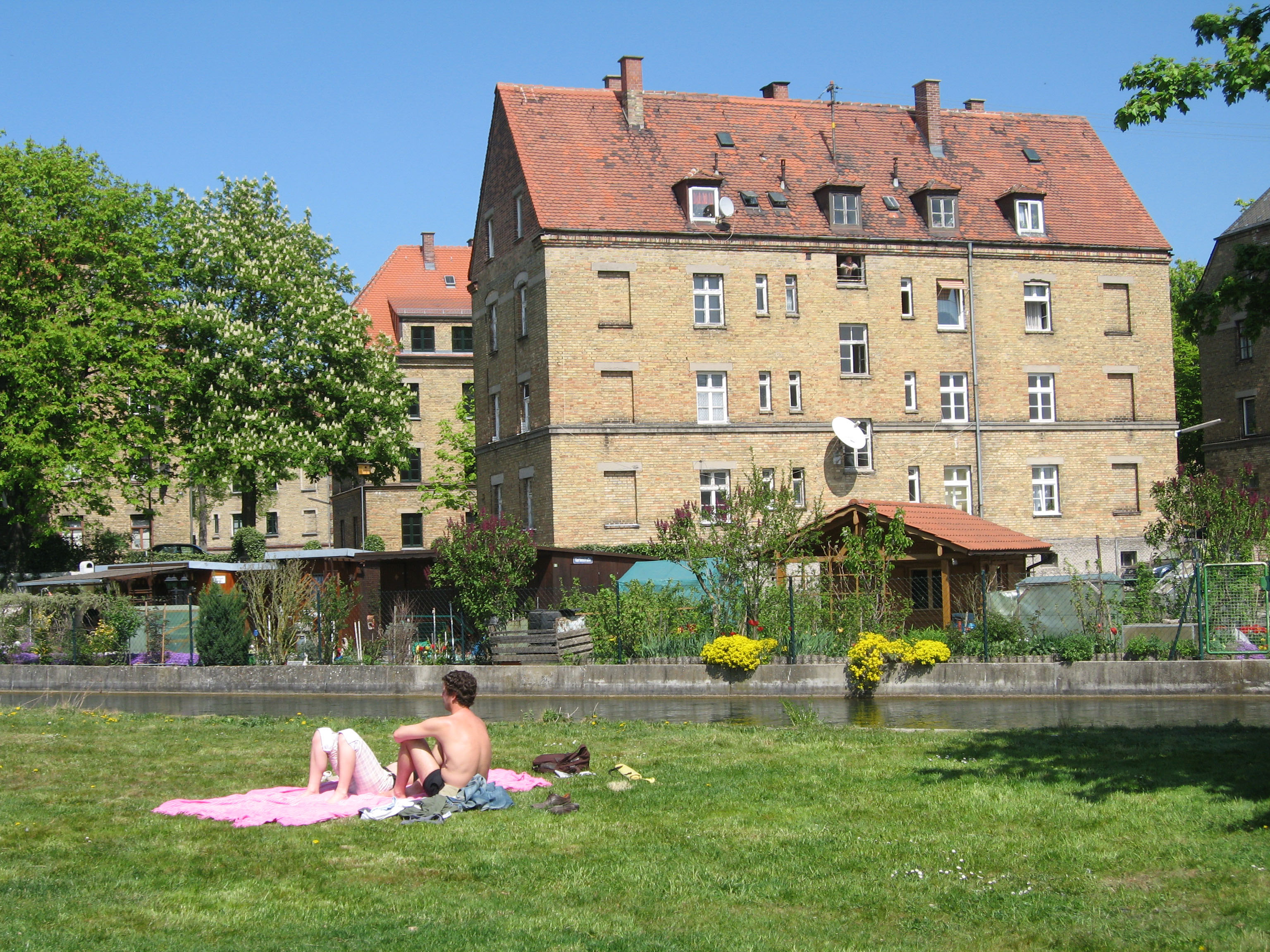
Blick auf das Proviantbachquartier

Das Ensemble Proviantbachquartier umfasst die ehemalige Arbeiterwohnsiedlung der Mechanischen Spinnerei und Weberei Augsburg (Werk III am Proviantbach).
Die etwa zwanzig dreigeschossigen Blankziegelbauten wurden in offener Bauweise ab 1895 entlang zweier in spitzem Winkel auf die Fabrik zulaufender Straßen durch die Baufirma Thormann und Stiefel errichtet und 1921 um das Meisterwohnhaus in Formen des Heimatstils ergänzt. Nach Schäden im Zweiten Weltkrieg wurden einige Bauten bis 1951 erneuert und später verputzt.
Bezüglich des Standortes – in weiter Entfernung vom Stadtzentrum, jedoch in unmittelbarem Bezug zur benachbarten Arbeitsstätte – sowie hinsichtlich Haus- und Wohnungstypen charakteristisches Beispiel für die Anlage von Arbeiter-Wohnquartieren im ausgehenden 19. Jahrhundert.
Aktennummer: E-7-61-000-12

## Einzelbauwerke
| Lage | Objekt | Beschreibung | Akten-Nr.                                 | Bild |
| --- | --- | --- | ----------------------------------------- | --- |
| Berliner Allee 30 (Standort) | Hauptfeuerwache | zweiteiliger Gebäudekomplex aus einem zweigeschossigen Alarmdienstgebäude mit Fahrzeughalle (später aufgestockt) und dreigeschossigem Werkstätten- und Bürogebäude, Stahlbeton-Skelettbauten mit Flachdächern, zugehörig Schlauchtrockenturm, Tankstelle, Energieversorgungsgebäude sowie Einfriedung mit Betonpfosten und Beschilderung, von Willi Pröll und Erich C. Müller, Farb- und Designberatung Georg Bernhard und Karl Hacker, 1973–75 | D-7-61-000-1882                           | Hauptfeuerwache                                                                                             |
| Johannes-Haag-Straße 14 (Standort) | Villa Haag, ehemalige Direktorenvilla, zur ehemaligen Johannes-Haag-Maschinen- und Röhrenfabrik AG gehörend           | Über T-förmigem Grundriss mit übergiebelten Eckrisaliten und seitlichen Annexbauten, Neurenaissance, von Jean Keller, vor 1885 Gartenzaun, wohl gleichzeitig | D-7-61-000-499 Wikidata                   | Villa Haag, ehemalige Direktorenvilla, zur ehemaligen Johannes-Haag-Maschinen- und Röhrenfabrik AG gehörend |
| Johannes-Haag-Straße 27 (Standort) | Zwei Stadel, sogenannte Lechhütten                                                                                    | Zum städtischen Bauhof gehörend, eingeschossige Satteldachbauten, östlicher Stadel teilweise mit Fachwerk, von Elias Holl, 1611 und 1630, Dachstuhl des östlichen Stadels 18. Jahrhundert Wohnhaus, zweigeschossiger, spätklassizistischer Walmdachbau, um 1850 | D-7-61-000-500 Wikidata                   | Zwei Stadel, sogenannte Lechhütten                                                                          |
| Nähe Proviantbach (Standort) | Wasserkraftwerk (ehemals zur Mechanischen Baumwollspinnerei und Weberei Augsburg (SWA) gehörig)                       | Zwei- bzw. dreigeschossiger Zeltdachbau mit Putzgliederung, um 1900 | D-7-61-000-1455 Wikidata                  | Wasserkraftwerk (ehemals zur Mechanischen Baumwollspinnerei und Weberei Augsburg (SWA) gehörig)             |
| Nähe Schäfflerbachstraße, Nähe Fabrikstraße, Provinostraße 46, Prinzstraße 49 c, Provinostraße 48 (Standort) | Augsburger Kammgarnspinnerei                                                                                          | 1836 von Friedrich Merz rechts des Schäfflerbachs an Stelle einer Tabakmühle gegründet, im 19. Jahrhundert nach Westen mehrfach erweitert Zugehörig alle Bauten und Anlagen der Textilproduktion und ihrer Infrastruktur in dem von Provinostraße, Schäfflerbachstraße, Prinzstraße und Theodor-Wiedemann-Straße eingeschlossenen Gebiet Der Baubestand rechts des Schäfflerbachs wurde im Zweiten Weltkrieg vollständig vernichtet. Hier haben sich lediglich der Färberturm eines Vorgängerbetriebs, eine zweigeschossige Holzkonstruktion mit Walmdach über gemauertem Sockel aus der Zeit um 1760 sowie das ehemalige Wasch- und Badehaus des Kammgarnquartiers (siehe Schäfflerbachstraße 30) erhalten. Der Baubestand links des Schäfflerbachs wurde ebenfalls weitgehend zerstört, jedoch in den 1950er Jahren im Bestand, zum Teil in den erhaltenen Außenmauern in vereinfachter Form erneuert Der historische Zeugniswert ist besonders dicht in folgenden Gebäuden: - Altes Dampfmaschinenhaus, 1893 von Jean Keller entworfen; - Großes Dampfturbinenhaus, 1912 errichtet, mit technischer Ausstattung; - Großes Kesselhaus, 1911 errichtet, 1927/28 und 1935 erweitert, mit technischer Ausstattung; - Westshed, 1933; - Reste der zugehörigen Einfriedung; vgl. auch Provinostraße 45/47 | D-7-61-000-1247 Wikidata                  | Augsburger Kammgarnspinnerei                                                                                |
| Otto-Lindenmeyer-Straße 15 (Standort) | Ehemalige Direktorenvilla („Thormann-Villa“)                                                                          | Zweigeschossiger, asymmetrischer Eckbau in Klinker und Haustein mit Schopfwalmdach und dekorativer Gliederung in Renaissanceformen, von Alfred Thormann, 1892 | D-7-61-000-765 Wikidata                   | Ehemalige Direktorenvilla („Thormann-Villa“)                                                                |
| Otto-Lindenmeyer-Straße 30, Beim Glaspalast 1, Beim Glaspalast 5 (Standort) | Ehemalige Mechanische Baumwollspinnerei und Weberei (sogenannter Glaspalast)                                          | Werk IV (Aumühle); sogenannter Glaspalast, jetzt Museum, fünfgeschossiger Flachdachbau mit Ecktürmen und überkuppeltem Mittelturm, Stahlskelettkonstruktion, Klinkerverblendung mit Schmuckteilen in scharriertem Beton, von Alfred Thormann und J. Stiefel nach Plänen von Architekt Philipp J. Manz, 1909/10 Kessel- und Maschinenhaus, südlich angebaute, niedrigere Walmdachbauten, gleichzeitig | D-7-61-000-766 Wikidata                   | Ehemalige Mechanische Baumwollspinnerei und Weberei (sogenannter Glaspalast)                                |
| Proviantbachstraße 1, Johannes-Haag-Straße 1 bis 6, Johannes-Haag-Straße 4 1/2, Johannes-Haag-Straße 27, Johannes-Haag-Straße 34, Proviantbachstraße 1 1/3, Proviantbachstraße 1 1/4, Proviantbachstraße 3 (Standort) | Ehemaliger Städtischer Schlacht- und Viehhof                                                                          | Teile der ehemaligen weiträumigen Anlage im Bereich des ehemaligen Viehmarktes erhalten, Bauten in zweifarbigem Ziegelmauerwerk, von Fritz Steinhäußer und Architekt Stein, 1898–1900 Ehemaliges Verwaltungsgebäude, dreigeschossiger Blankziegelbau mit Walmdach Restaurationsgebäude, dreigeschossiger Blankziegelbau mit Walmdach und erdgeschossigem Saalanbau Ehemaliges Dienstgebäude mit Direktion und Wohnung, dreigeschossiger Blankziegelbau mit Walmdach Ehemalige Großviehverkaufshalle, dreischiffige Halle mit basilikalem Querschnitt Ehemalige Nachtstallungen, Verkaufshalle für Großvieh, erdgeschossiger Flachsatteldachbau mit nördlichem zweigeschossigem Pultdachanbau Ehemalige Schweinemarkt- und Kleinviehhallen, zwei erdgeschossige Hallen mit Flachsatteldach Ehemalige Verkaufshalle für Ferkel und Pferdestallungen, erdgeschossige Flachdachbauten Grünfläche mit Kastanienbäumen Einfriedung mit Pavillon | D-7-61-000-816 Wikidata                   | weitere Bilder                                                                                              |
| Proviantbachstraße 20 (Standort) | Wohn- und Geschäftshaus (siehe auch Proviantbachquartier)                                                             | Dreigeschossiger Eckbau mit Flacherker, Risalit und reicher Gliederung der Giebelfront, von Alfred Thormann und J. Stiefel, wohl 1907 | D-7-61-000-1260 Wikidata                  | Wohn- und Geschäftshaus (siehe auch Proviantbachquartier)                                                   |
| Proviantbachstraße 22, 24 (Standort) | Ehemaliges Obermeisterwohnhaus                                                                                        | Zweigeschossiger Satteldachbau mit Zwerchhaus, Blankziegelbau mit reichen Ziegelgliederungselementen, von Thormann und Stiefel wohl aus dem Jahre 1898 Mit ehemaligem Waschhaus, kleiner eingeschossiger Satteldachbau, wohl aus dem Jahre 1898 | D-7-61-000-1329, D-7-61-000-1261 Wikidata | Ehemaliges Obermeisterwohnhaus                                                                              |
| Provinostraße 45, 45 1/2, 47 (Standort) | Zwei ehemalige Direktorenvillen der Augsburger Kammgarnspinnerei                                                      | Zweigeschossige Satteldachbauten, Neurenaissance, von Karl Albert Gollwitzer, 1869, Nr. 47 teilweise verändert Dazwischen zugehöriges ehemaliges Waschhaus, erdgeschossiger Satteldachbau, gleichzeitig Zugehörige Einfriedung | D-7-61-000-1248 Wikidata                  | weitere Bilder                                                                                              |
| Reichenberger Straße 57 1/2, 57 1/3 (Standort) | Sogenanntes Fabrikschloss, ehemaliges Werk II der Mechanischen Baumwollspinnerei und Weberei Augsburg am Proviantbach | Einheitliche Bautengruppe in Eisenbetonkonstruktion mit mehrfarbigen, durch Lisenen gegliederten Ziegelfassaden, nach Plänen von Carl Arnold Séquin-Bronner von der Augsburger Firma Thormann und Stiefel, 1895–1898, die Anlage teilweise durch Anbauten der Nachkriegszeit verunklärt Spinnerei-Hochbau, über Hakengrundriss errichteter, von Treppentürmen flankierter, in geschosshohen Fenstern aufgelöster dreigeschossiger Flachdachbau Eingeschossiger Weberei-Shedbau, nördlich anschließend Batteurgebäude, dreigeschossiger, jetzt freistehender Flachdachbau | D-7-61-000-1190 Wikidata                  | weitere Bilder                                                                                              |
| Schäfflerbachstraße 30 (Standort) | Ehemaliges Wasch- und Badehaus der Arbeitersiedlung der Kammgarnspinnerei („Kammgarnquartier“)                        | Zweigeschossiger Traufseitbau mit Satteldach und barockisierender Putzgliederung, von Jean Keller, 1879 | D-7-61-000-1234 Wikidata                  | Ehemaliges Wasch- und Badehaus der Arbeitersiedlung der Kammgarnspinnerei („Kammgarnquartier“)              |
| Schwibbogenplatz 1 (Standort) | Direktorenvilla | Ehemals zur Spinnerei und Weberei Kahn und Arnold am Sparrenlech gehörend, zweigeschossiger Zeltdachbau mit Zwerchhäusern, Mittelrisalit und spätklassizistischem Dekor, zweite Hälfte 19. Jahrhundert Gartenhaus, zweigeschossiger Satteldachbau mit Zwerchgiebel, bezeichnet „1880“ Garteneinzäunung und -tor, wohl gleichzeitig | D-7-61-000-939 Wikidata                   | Direktorenvilla                                                                                             |
| Schwibbogenplatz 2 f (Standort) | Turm | Dreigeschossiger, verputzter Backsteinbau mit Zinnen und neugotischen Fries, über quadratischem Unterbau achteckige Obergeschosse, im Kern 1740, Umgestaltung 19. Jahrhundert | D-7-61-000-940 Wikidata                   | weitere Bilder                                                                                              |
| Simpertstraße 10 (Standort) | Katholisches Pfarrzentrum St. Simpert                                                                                 | Sichtbetonbau mit quadratisch umrissenem, vorkragendem Dach über schlanken Stützen, unregelmäßige Umschließung durch rechtwinkelige Konchen mit geschlossenen Außenwänden in Beton und durch Glaselemente; freistehender skulpturaler Glockenträger; von Adolf Kreutzer und G. Knopp, 1973/74; mit Ausstattung | D-7-61-000-1901                           | BW |
| Zobelstraße 20 a (Standort) | Sogenannte Grovermann-Villa                                                                                           | Zweigeschossiger Walmdachbau mit überdachtem Eingangsbereich und Rundturm an der Nordecke, 1952/53 Zugehörige Gartenanlage | D-7-61-000-1267 Wikidata                  | Sogenannte Grovermann-Villa                                                                                 |